# هانورث
هانورث (به انگلیسی: Hunworth) یک روستا در بریتانیا است که در استودی واقع شده‌است. هانورث ۱۰۱ نفر جمعیت دارد.